# Fabio Alberti
Fabio Diego Alberti (Martínez, Provincia de Buenos Aires; 22 de septiembre de 1964) es un actor y conductor de radio argentino, conocido especialmente por su actuación en los programas televisivos cómicos Cha Cha Cha y Todo por dos pesos, y en particular por sus personajes del sacerdote que predica la palabra de Peperino Pómoro y Coti Nosiglia en el programa ficticio Boluda Total.

## Biografía
Fabio Alberti es hijo de un médico y su madre es ama de casa. Tiene dos hermanas.
Cursó sus estudios en el colegio San Juan El Precursor de San Isidro, y se anotó en la carrera de periodismo de la Universidad de Buenos Aires (UBA) durante el servicio militar para poder tener más tiempo libre «para estudiar», pero nunca llegó a cursar ni un solo día.
Empezó a estudiar teatro con un amigo de San Isidro porque le quedaba cerca de la casa. Luego continuó sus clases con Ricardo Bartis, Pompeyo Audivert y Alejandro Urdapilleta. Comenzó a trabajar en televisión como parte del elenco de Tato Bores. En esa época conoció a Alfredo Casero en una discoteca llamada New Order.
Alberti y Casero se empezaron a reunir para escribir una obra de teatro y surgió De la cabeza y después Cha Cha Cha.
Sus comienzos en la televisión se dieron cuando ambos se presentaron a un casting de nuevos comediantes e hicieron una improvisación que convenció a las autoridades del canal.
En 1992 comenzó en el canal América TV la serie de humor surrealista y absurdo De la cabeza, protagonizada por Alfredo Casero, Favio Posca, Rodolfo Samsó. El programa terminó tras la separación de Favio Posca, que en Canal 9 presentó un programa similar llamado Del tomate.
Un grupo de actores que habían estado en De la cabeza, como Casero y Alberti, crearon Cha Cha Cha. El programa mantenía el humor absurdo que caracterizaba al ciclo anterior y se emitió durante cuatro años, hasta que fue levantado del aire probablemente por el personaje del sacerdote que difunde las enseñanzas de un supuesto mártir llamado Peperino Pómoro, una exitosa sátira sobre los microprogramas religiosos televisivos de media noche ―y cuyo personaje se inspira en el sacerdote jesuita Marcos Pizzariello―.
Alberti publicó ―junto a Laura Quesada― El Manual de la boluda total.
Al año siguiente Alberti forma parte del ciclo humorístico Delikatessen que se emitió en Canal 7 y era producido por Cuatro Cabezas, además estaba integrado por Horacio Fontova, Capusotto y Mex Urtizberea. Este programa no duró demasiado tiempo al aire pese a sus altos índices de audiencia.
Junto a Diego Capusotto crearon el programa Todo por dos pesos, que se emitió  en América TV hasta su finalización en 2002. Continuando con la línea del humor absurdo el programa tenía diversos sketches como: El Ranking Musical, Irma Jusid, Tito Cossa, El rinconcito del consumidor, Beto Tony y su Muñeco, entre otros. Entre los personajes más conocidos de Fabio Alberti se encuentra Boluda Total.
En el año 2000 tuvo una participación en la serie argentina Por ese palpitar, donde interpretaba al conductor de un talk show de ficción donde los actores dramatizaban historias de amor que enviaban los televidentes. Pero al poco tiempo se dio cuenta de que los papeles serios no le gustaban y su lugar fue ocupado por Alejandra Darín.
Debutó en cine actuando en Comodines en 1997. En 2002 prestó su voz para la película animada Mercano, el marciano. En 2003, otra vez con Capusotto, rodaron Soy tu aventura.
A partir del 26 de abril de 2006 actuó en el teatro en las comedias Una noche en Carlos Paz y ¡Qué noche, Bariloche!. Estas obras se caracterizaban por mostrar el particular humor de Fabio Alberti y Diego Capusotto, incluyendo a los clásicos personajes de Todo por 2 pesos, además de otros personajes nuevos pensados para estos espectáculos.
Alberti se integró en 2007 al elenco de RSM (El resumen de los medios), un programa de televisión que se encarga de mostrar resúmenes de lo que pasa en la televisión actual. Allí Alberti hacía el personaje de Coti Nosiglia ―la Boluda Total―, quien dos veces por semana escogía a las boludas de la semana. Su participación continuó al año siguiente pero agrega nuevos personajes como un médico, un flogger y una novicia.
El 16 de marzo de 2009, Alberti debutó como conductor de Duro de almorzar, sucesor del ciclo Duro de domar, por Canal 13. El programa se emitía de lunes a viernes al mediodía y tenía una duración de una hora. Al poco tiempo de emitirse el programa fue levantado de la grilla.
En 2012 Alberti tuvo una columna de humor en el programa televisivo La Cornisa, dirigido por Luis Majul.
En 2013 participó como invitado del programa radial In vino veritas, en La 100, y en el programa Peligro Sin Codificar ya por Telefe, en alusión a la asunción del Papa Jorge Bergoglio, junto a los Puntos Cardenales, haciendo su clásico personaje Peperino Pómoro.
En mayo de 2022 es convocado junto con Rodolfo Samsó por Alfredo Casero para su obra teatral The Casero Experimendo, recreando así muchos sketches y personajes de Cha Cha Cha.

## Carrera

### Televisión
- 1991: Tato, la leyenda continúa (El Trece).
- 1992-1993: De la cabeza (América TV).
- 1993-1997: Cha Cha Cha (América TV).
- 1998: Sapag Le Bombitt con Ulises Petit Mua (América TV).
- 1998: Delicatessen (América TV).
- 1999-2002: Todo por dos pesos (Canal 7 Argentina).
- 2000: Por ese palpitar (América TV).
- 2000: Videomatch (Telefe- participación por los 2000 programas)
- 2007-2008: RSM (América TV).
- 2009: Duro de almorzar (El Trece).
- 2012: La Cornisa (América TV).
- 2013: Sin Codificar (Telefe- invitado especial como el personaje Peperino Pómoro)
- 2014: Farsantes (El Trece).
- 2015: Los siete locos y los lanzallamas (Canal 9).
- 2018: Encerrados (TV Pública).
- 2021: TV Nostra (América TV).

### Cine
- Comodines (1997)
- Mercano, el marciano (2002)
- Soy tu aventura (2003)
- Cha3Dmubi  (2015)
- Bruno Motoneta (2018)
- 4x4 (2019)
- El asistente (2023)

### Teatro
- Una noche en Carlos Paz
- ¡Qué noche, Bariloche!
- Boluda total... café con ser
- Políticamente incorrecto
- Peperino Pómoro Superstar
- The Casero Experimendo
- Celebrando Cha Cha Cha

### Radio
- 1998-2009: Day tripper.(Rock & Pop)
- 2010-2011: Té de Jazmín.(Radio La Red)
- 2012: Té de Jazmín.(Radio 10)
- 2013-2014: Té de Jazmín.(Radio Rivadavia)
- 2015: El Puesto de Fabio.(Pop Radio 101.5)
- 2016-presente: El Puesto de Fabio.(Aspen 102.3)

### Videos musicales
- 1999: Babasonicos - El Playboy.
- 2011: Zambayonny - Si no bailás sos un muerto.
- 2017: Ciro y Los Persas - Toaster.

### Publicidades
- 2000: Le Mans.
- 2007: Personal Fest 2007.
- 2016: Diario Olé.

## Premios
- 2001: Premio Martín Fierro a la mejor labor humorística masculina.